# Ígor Txumak
Ígor Txumak   (Vladivostok, 1 d'abril de 1964) és un jugador d'handbol rus, ja retirat, que va competir durant les dècades de 1980 i 1990.
El 1988, representant la Unió Soviètica, va prendre part en els Jocs Olímpics d'Estiu de Seül, on guanyà la medalla d'or en la competició d'handbol. Quatre anys més tard, als Jocs de Barcelona, com a membre de l'Equip Unificat, revalidà la medalla de d'or en la mateixa competició.
En el seu palmarès també destaca una medalla de plata al Campionat del món d'handbol de 1990.
A nivell de clubs jugà al SKIF Krasnodar, Dinamo Astrakhan, Montpeller, Besançon, entre molts altres equips. Guanyà la lliga de l'URSS de 1991, de la CEI de 1992 i la francesa de 1995.